# Omega-6 zsírsavak

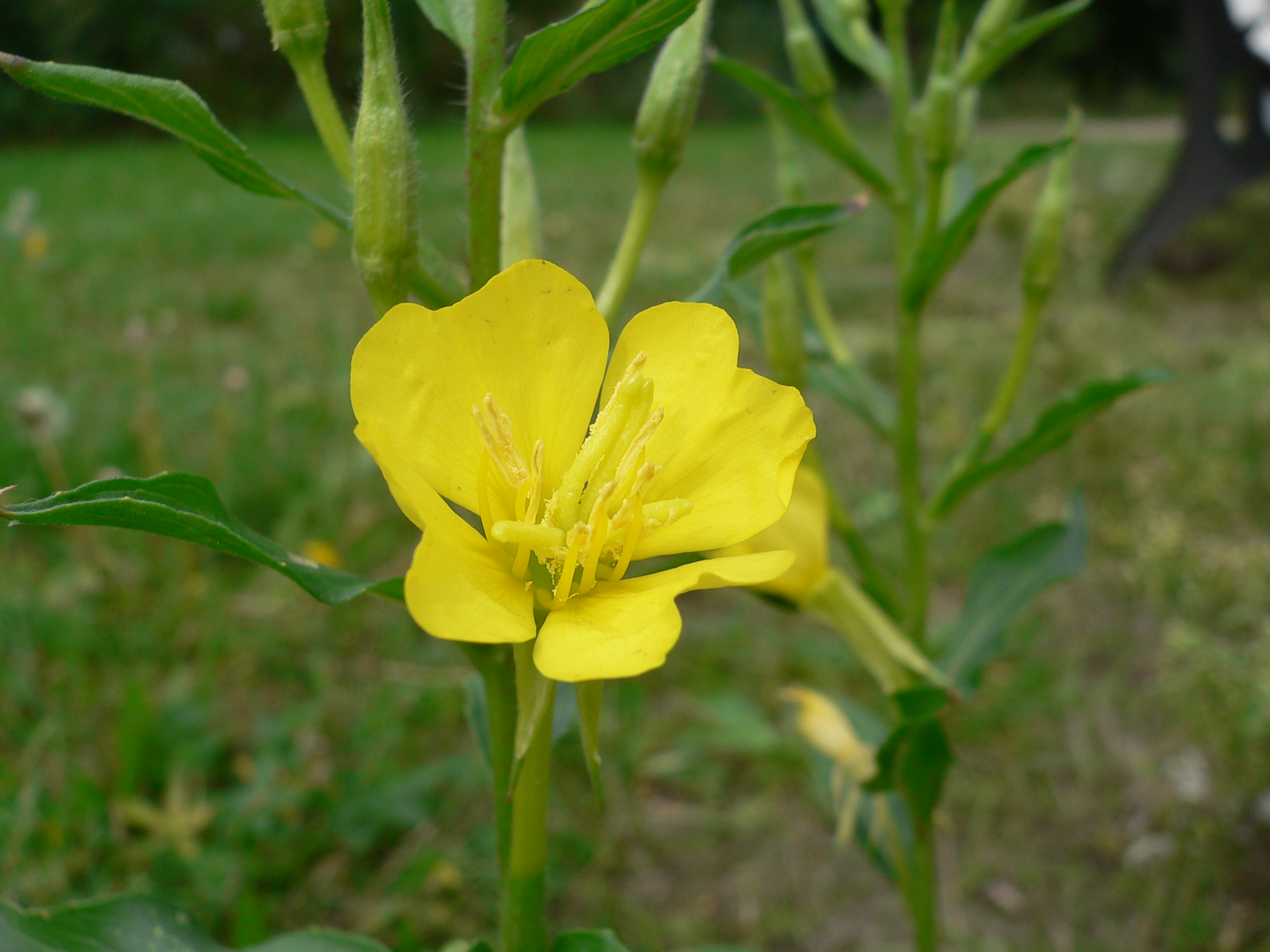
A ligetszépe virág (O. biennis) olyan olajat termel, amely magas γ-linolénsavat tartalmaz, amely egyfajta omega-6 zsírsav

Az omega-6 zsírsavak (más néven ω-6 zsírsavak vagy n-6 zsírsavak) a többszörösen telítetlen zsírsavak egyik családja, amelyekben közös a végső szén-szén kettős kötés az n-6 pozícióban, azaz a hatodik kötés, a metilvégtől számítva. 

## Egészségre gyakorolt hatásai
Az American Heart Association „támogatja az energia legalább 5-10%-ának megfelelő omega-6 PUFA bevitelt az egyéb AHA-étrenddel kapcsolatos ajánlásokkal összefüggésben. Az omega-6 PUFA-bevitel jelenlegi szintről való csökkentése valószínűleg inkább növelné, mint csökkentené a szívkoszorúér-betegség kockázatát.”
Egy 2018-as felülvizsgálat kimutatta, hogy az omega-6 zsírsavak megnövekedett bevitele csökkenti a szérum összkoleszterinszintjét, és csökkentheti a szívinfarktus kockázatát, de nem talált jelentős változást az LDL-koleszterin és a trigliceridek szintjében. Egy 2021-es felülvizsgálat úgy találta, hogy az omega-6-kiegészítők nem befolyásolják a szív- és érrendszeri> betegségek halálozási kockázatát.
Egy 2023-as felülvizsgálat azt állapította meg, hogy az omega-6 többszörösen telítetlen zsírsavak a magas vérnyomás alacsonyabb kockázatával járnak együtt. Az omega-6 zsírsavak nem vezetnek pitvarfibrillációhoz.

## Diétás források
Az omega-6 zsírsavak étrendi forrásai a következők:
- baromfi
- tojás
- diófélék
- hántolt szezámmag
- gabonafélék
- durumbúza
- teljes kiőrlésű kenyerek
- tökmagok
- kendermag

### Növényi olajok
A növényi olajok az omega-6 linolsav fő forrásai. Világszerte évente több mint 100 millió tonna növényi olajat vonnak ki pálmagyümölcsből, szójabab magból, szőlőmagból és napraforgómagból, ami több mint 32 millió tonna omega-6 linolsavat és 4 millió tonna omega-3 alfa-linolénsavat biztosít.

Az étrend zsírösszetételének összehasonlítása egy 1995-ös tanulmányból
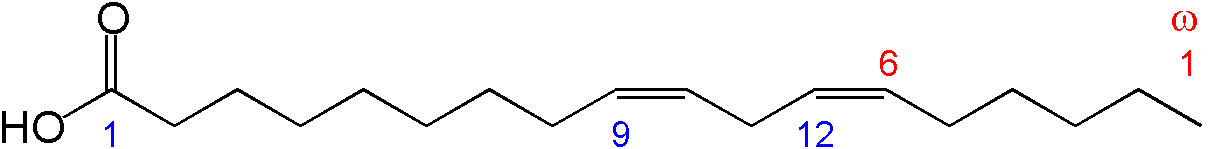
A linolsav kémiai szerkezete, egy gyakori omega-6 zsírsav, amely számos dióban, Magban és növényi olajban megtalálható

## Az omega-6 zsírsavak listája
| Gyakori név                    | Lipid név   | Kémiai név                                |
| ------------------------------ | ----------- | ----------------------------------------- |
| Linolsav (LA)                  | 18:2 ( n-6) | all-cisz-9,12-oktadekadiénsav             |
| Gamma-linolénsav (GLA)         | 18:3 ( n-6) | all-cisz-6,9,12-oktadekatriensav          |
| Calendinsav                    | 18:3 ( n-6) | 8E,10E,12Z-oktadekatriensav               |
| Eikozadiénsav                  | 20:2 ( n-6) | all-cisz-11,14-eikozadiénsav              |
| Dihomo-gamma-linolénsav (DGLA) | 20:3 ( n-6) | all-cisz-8,11,14-eikozatriénsav           |
| Arachidonsav (AA, ARA)         | 20:4 ( n-6) | all-cisz-5,8,11,14-eikozatetraénsav       |
| Dokozadiénsav                  | 22:2 ( n-6) | all-cisz-13,16-dokozadiénsav              |
| Adrensav                       | 22:4 ( n-6) | all-cisz-7,10,13,16-dokozatetraénsav      |
| Osbond sav                     | 22:5 ( n-6) | all-cisz-4,7,10,13,16-dokozapentaénsav    |
| Tetrakozatetraénsav            | 24:4 ( n-6) | all-cisz-9,12,15,18-tetrakozatetraénsav   |
| Tetrakozapentaénsav            | 24:5 ( n-6) | all-cisz-6,9,12,15,18-tetrakozapentaénsav |

A zsírsavak olvadáspontja a láncban lévő szénatomok számának növekedésével nő.

## Fordítás
- Ez a szócikk részben vagy egészben  az   Omega-6 fatty acid című angol Wikipédia-szócikk ezen változatának fordításán alapul.  Az eredeti cikk szerkesztőit annak laptörténete sorolja fel. Ez a jelzés csupán a megfogalmazás eredetét és a szerzői jogokat jelzi, nem szolgál a cikkben szereplő információk forrásmegjelöléseként.